# Isabella Holmgren
Isabella Holmgren (Oro-Medonte, 22 mei 2005) is een Canadese veldrijdster, mountainbiker en wielrenster.

## Palmares

### Veldrijden

##### Erelijst
| Seizoen   | Klassementen | Klassementen | Klassementen | Klassementen | Kampioenschappen | Kampioenschappen | Kampioenschappen | UCI-Ranking | Podia    | Podia    | Podia    | Aantal crossen |
| Seizoen   | WB           | SP           | X2O          | USCX         | WK               | PK               | CK               | UCI-Ranking | Goud     | Zilver   | Brons    | Aantal crossen |
| Junioren  | Junioren     | Junioren     | Junioren     | Junioren     | Junioren         | Junioren         | Junioren         | Junioren    | Junioren | Junioren | Junioren | Junioren       |
| --------- | ------------ | ------------ | ------------ | ------------ | ---------------- | ---------------- | ---------------- | ----------- | -------- | -------- | -------- | -------------- |
| 2021-22   | 34e          | NVT          | 5e           | 10e          | 8e               | Brons            | -                | NVT         | 3        | 3        | 2        | 15             |
| 2022-23   | Brons        | NVT          | Goud         | 5e           | Goud             | Brons            | Goud             | NVT         | 5        | 4        | 5        | 16             |
| Beloften  |              |              |              |              |                  |                  |                  |             |          |          |          |                |
| 2023-2024 |              | NVT          | NVT          | NVT          |                  | -                | Goud             | NVT         | 1        | 0        | 0        | 1              |
| Elite     |              |              |              |              |                  |                  |                  |             |          |          |          |                |
| 2022-23   | 48e          | -            | 41e          | -            | -                | -                | -                | 23e         | 1        | 0        | 0        | 8              |
| 2023-2024 |              |              |              | 18e          |                  | Goud             | -                |             | 3        | 3        | 2        | 11             |
| 2024-2025 |              |              |              |              |                  | Zilver           | Goud             |             | 2        | 2        |          | 4              |

##### Podiumplaatsen Elite
| Legenda                       |
| ----------------------------- |
| Wereldkampioenschappen        |
| Continentale kampioenschappen |
| Nationale kampioenschappen    |
| Wereldbeker                   |
| Superprestige                 |
| Trofee                        |
| Overige veldritten            |

| Nr.           | Seizoen       | Datum             | Veldrit                                     | Cat.          | Wedstrijdserie                        |               |
| Overwinningen | Overwinningen | Overwinningen     | Overwinningen                               | Overwinningen | Overwinningen                         | Overwinningen |
| ------------- | ------------- | ----------------- | ------------------------------------------- | ------------- | ------------------------------------- | ------------- |
| 1.            | 2022-23       | 27 november 2022  | Bear Crossing GP, Langford                  | C2            | Overige (#1)                          |               |
| 2.            | 2023-2024     | 22 oktober 2023   | Kings CX dag 2, Mason                       | C2            | Overige (#2)                          |               |
| 3.            | 2023-2024     | 5 november 2023   | Pan-Amerikaans kampioenschap, Missoula      | CC            | Pan-Amerikaanse kampioenschappen (#1) | [ 1 ]         |
| 4.            | 2023-2024     | 26 november 2023  | Bear Crossing Grand Prix, Victoria          | C2            | Overige (#3)                          | [ 2 ]         |
| 5.            | 2024-2025     | 2 november 2024   | Thunder Cross, Missoula                     | C2            | Overige (#4)                          | [ 3 ]         |
| 6.            | 2024-2025     | 16 november 2024  | Canadees Kampioenschap Veldrijden, Lévis    | CN            | Canadese kampioenschappen             | [ 4 ]         |
| 2e plaatsen   |               |                   |                                             |               |                                       |               |
| 1.            | 2023-2024     | 24 september 2023 | Rochester Cyclocross dag 2, Rochester       | C2            | USCX Cyclocross Series (#1)           |               |
| 2.            | 2023-2024     | 21 oktober 2023   | Kings CX dag 1, Mason                       | C1            | Overige (#1)                          |               |
| 3.            | 2023-2024     | 4 november 2023   | Thunder cross, Missoula (#1)                | C2            | Overige (#2)                          | [ 5 ]         |
| 4.            | 2024-2025     | 3 november 2024   | Pan-Amerikaans kampioenschap, Missoula (#2) | CC            | Pan-Amerikaanse kampioenschappen (#1) | [ 6 ]         |
| 5.            | 2024-2025     | 17 november 2024  | Cyclo-Cross De Lévis, Lévis                 | C2            | Overige (#3)                          | [ 7 ]         |
| 3e plaatsen   |               |                   |                                             |               |                                       |               |
| 1.            | 2023-2024     | 7 oktober 2023    | Major Taylor Cross Cup dag 1, Indianapolis  | C2            | Overige (#1)                          |               |
| 2.            | 2023-2024     | 8 oktober 2023    | Major Taylor Cross Cup dag 2, Indianapolis  | C2            | Overige (#2)                          |               |

##### Jeugd
| Seizoen  | Wereldbeker | Trofee       | USCX                  | WK       | PK       | CK       | Overige             | Aantal zeges |
| Junioren | Junioren    | Junioren     | Junioren              | Junioren | Junioren | Junioren | Junioren            | Junioren     |
| -------- | ----------- | ------------ | --------------------- | -------- | -------- | -------- | ------------------- | ------------ |
| 2021-22  |             |              | Iowa City I, Mason II | 8e       | Brons    | -        | Northampton I       | 3            |
| 2022-23  |             | GP Sven Neys | Falmouth II           | Goud     | Brons    | Goud     | OZ Cross Fayetville | 5            |

### Mountainbiken
| Seizoen  | WK       | PK       | CK       | Overige                     | Aantal zeges |
| Junioren | Junioren | Junioren | Junioren | Junioren                    | Junioren     |
| -------- | -------- | -------- | -------- | --------------------------- | ------------ |
| 2022     | 10e      | -        | Brons    |                             | 0            |
| 2023     | Goud     | -        | -        | Canmore, Sherbrooke, Dieppe | 4            |

### Wegwielrennen
2023
 Canadees kampioenschap tijdrijden, junioren
2024
 Canadees kampioenschap tijdrijden, beloften
Bergklassement Ronde van de Toekomst
2025
Durango-Durango Emakumeen Saria

#### Resultaten in voornaamste wedstrijden
| Jaar | Ronde van Italië | Ronde van Frankrijk | Ronde van Spanje |
| ---- | ---------------- | ------------------- | ---------------- |
| 2025 | 7e               |                     |                  |

## Trivia
Isabella is de tweelingzus van Ava, die ook actief is in haar disciplines, heeft een oudere broer Gunnar die tevens mountainbiker en veldrijder is.

## Ploegen
- 2024 –  Lidl-Trek
- 2025 –  Lidl-Trek

van Anrooij · Bäckstedt · Balsamo · Brand · Chapman · Copponi · Deignan · van Dijk · Hanson · A. Holmgren · I. Holmgren · Klein · Longo Borghini · Moors · Realini · Sanguineti · Sharp · Spratt · Wilson-Haffenden
van Anrooij · Balsamo · Bjerg · Brand · Copponi · Deignan · van Dijk · Fisher-Black · Hanson · Henderson · A. Holmgren · I. Holmgren · Markus · Moors · Realini · Sanguineti · Sharp · Spratt · Wilson-Haffenden